# Walt Dickerson
Walter Roland „Walt“ Dickerson (* 16. April 1931 in Philadelphia, Pennsylvania; † 15. Mai 2008 in Willow Grove, Pennsylvania) war ein US-amerikanischer Jazz-Vibraphonist des Modern Jazz (Hard Bop, Post Bop). Er war einer der wenigen Vibraphonisten, die Techniken des Free Jazz aufgriffen.

## Wirken
Dickerson studierte an der Morgan State University. Nach dem Abschluss im Jahr 1953 verbrachte er seine zweijährigen Militärdienstzeit teilweise in Deutschland, wo es 1954 zu Aufnahmen des American Forces Network mit seinem Quartett kam, zu dem Lou Blackburn gehörte. Dann zog er nach Kalifornien, wo er mit Andrew Hill und Andrew Cyrille eine Band leitete. Aufmerksamkeit erregte er Anfang der 1960er Jahre in der New Yorker Jazzszene mit den Alben This is Walt Dickerson (1961), A Sense of Direction (1961) und Relativity (1962). In diesem Jahr gewann er den Best New Star Poll des Magazins Down Beat für sein Album To My Queen, an dem Andrew Hill, George Tucker und Andrew Cyrille mitwirkten. Cyrille blieb sein Schlagzeuger, bis er in die Band von Cecil Taylor wechselte. Er arbeitete in New York mit John Coltrane und unter eigenem Namen u. a. mit Sun Ra, der als Sideman am Piano in Impressions of a Patch of Blue (1965) wirkte.
1964 zog Dickerson nach Kopenhagen, wo er als Lehrer arbeitete und zehn Jahre lang nicht auftrat. Ab Mitte der 1970er Jahre folgten dann Aufnahmen beim Jazzlabel SteepleChase, u. a. Duos mit Sun Ra (Visions, 1978), dem dänischen Gitarristen Pierre Dørge und mit Richard Davis („Divine Gemini“, 1977). 1978 spielte er auch ein Album im Quartett mit dem Pianisten Albert Dailey ein; 1982 entstand noch in Mailand sein Album Life Rays mit Andrew Cyrille und Sirone. Nach 1982 nahm er nicht mehr unter eigenem Namen auf, spielte aber im Bereich seiner Heimatstadt Philadelphia. Er starb an einem Herzanfall.